# Бизюков, Иван Егорович
Иван Егорович Бизюков (22 августа 1919, Лахи, Смоленская губерния — 7 декабря 1999, Брянск) — командир отделения минно-подрывного взвода 82-го отдельного восстановительного железнодорожного батальона 17-й железнодорожной бригады, сержант. Герой Социалистического Труда (1943).

## Биография
Родился 22 августа 1919 года в деревне Лахи Рославльского района Смоленской области в семье железнодорожника. В 1937 году, продолжая семейную традицию, пошел работать на железную дорогу стрелочником.
В 1939 году был призван в Красную Армию и направлен в железнодорожные войска. Служил в 82-м отдельном восстановительном железнодорожном батальоне (с 1943 г. 82-й отдельный строительно-путевой железнодорожный батальон), расквартированном на Западной Украине.
С первых дней Великой Отечественной войны командир отделения сержант Бизюков — на фронте. Первый бой принял в Тернополе, где активизировались националисты. Потом были Киев и Полтава, Харьков, Воронеж и Елец. Основной специальностью сержанта на войне стало сапёрное дело. Отступая, 82-й железнодорожный батальон выполнял заградительные работы, и сапёры Бизюкова на всём пути от Прикарпатья до Воронежа и Ельца взрывал мосты, пути и другие железнодорожные объекты.
Когда наши войска перешли в наступление, сапёры отделения сержанта Бизюкова шли впереди железнодорожной части, очищая от мин насыпи, станции, опоры мостов и другие сооружения. Сложность работы воинов-железнодорожников заключалась в том, что нельзя было пользоваться обычными миноискателями, так как они реагируют на металл, а на мостах и на путях он всюду. Пользовались только щупами и другими приспособлениями. Сержант Бизюков считался одним из лучших сапёров части, на его счету были сотни обезвреженных мин. Особенно сложным было разминирование под артиллерийским или миномётным обстрелом врага.
Так осенью 1942 года отделению Бизюкова было приказано срочно разминировать перегон. Железнодорожное полотно, откосы, полоса отвода, трубы для пропуска вод — всё было напичкано минами. Пожухлая высокая трава, консервные банки, оборванные провода, проволока и груды других предметов затрудняли воинам поиск и обезвреживание заминированных мест. Лёгкое прикосновение — и неминуем взрыв. На этом перегоне обезвредили более 290 мин. Выручали интуиция, опыт, изучение хитростей врага и осторожность, помноженная на бдительность.
С февраля 1943 года линии Елец — Верховье и Елец — Касторная приобрели стратегическое значение. По ним, когда развернулась подготовка к Курской битве, сотни эшелонов перевозили от Волги к Орлу и Курску войска генерала К. К. Рокоссовского. Сапёры Бизюкова обезвреживали вражеские мины, в том числе и замедленного действия, только после их работы можно было приступать к восстановлению мостовых переходов, пути и организовывать движение поездов. Боевой путь привёл Бизюкова на Верховье и в Орёл, где он со своим отделением разминировал территорию Орловского узла. Отступая, противники старались привести железнодорожные линии в такое состояние, чтобы их невозможно было восстановить. На станции Орёл они взорвали буквально каждый рельс, каждое станционное здание и сооружение. Затем были Брянск и Гомель. Командованием Брянского фронта сержант Бизюков был представлен к боевой награде.
Указом Президиума Верховного Совета СССР от 5 ноября 1943 года «за особые заслуги в обеспечении перевозок для фронта и народного хозяйства и выдающиеся достижения в восстановлении железнодорожного хозяйства в трудных условиях военного времени» сержанту Бизюкову Ивану Егоровичу присвоено звание Героя Социалистического Труда с вручением ордена Ленина и Золотой медали «Серп и Молот».
21 декабря 1943 года заместитель Председателя Президиума Верховного Совета СССР А. М. Кирхенштейн в Кремле вручил ему орден Ленина и медаль «Серп и Молот».
Из Москвы вернулся в Гомель, продолжал разминировать Белорусскую железную дорогу и везде оставлял «визитную карточку»: «Проверено. Мин нет. Сержант Бизюков». В 1943 году его принят в члены ВКП/КПСС.
В апреле 1944 года Бизюков был направлен на учёбу в Ярославль, где тогда находилось Ленинградское ордена Ленина Краснознамённое училище военных сообщений имени М. В. Фрунзе. Здесь было создано отделение героев во главе со старшиной Гаркавенко. Окончив учёбу, вернулся в свою часть офицером. Войну закончил в столице Латвии городе Риге. Весной 1946 года был демобилизован.
Переехал в Брянскую область к жене. Получил назначение на станцию Орджоникидзеград в Брянской области, где и работал дежурным по станции. В 1950 году закончил Московскую дортехшколу и был направлен в Брянск начальником станции. В 1954 году переведен на станцию Белые Берега между Брянском и Карачевом; затем была Волоста-Пятница у город Вязьма Смоленской области. В 1962 году Иван Егорович снова вернулся в Брянск, где работал на заводе «Литий» диспетчером. В 1979 году стал персональным пенсионером союзного значения. Жил в городе Брянске. Умер 7 декабря 1999 года. Похоронен в Брянске.
Награждён орденами Ленина, Отечественной войны 2-й степени, медалью «За оборону Москвы».